# Исправление имён
Исправление имён, (чжэнмин, кит. 正名 zhèngmíng) — одна из центральных концепций конфуцианской философии, объединяющая принципы гносеологии и аксиологии. Чжэнмин — это императив, утверждающий необходимость правильно выстраивать понятия (мин 名) ради того, чтобы с их помощью самосовершенствоваться и управлять государством.

## История понятия
Основы концепции чжэнмин изложены в «Лунь юй», гл. Цзы Лу:
| Цзы Лу спросил: «Вэйский правитель намеревается привлечь Вас к управлению государством. Что Вы сделаете прежде всего»? Учитель ответил: «Необходимо начать с исправления имен». Цзы Лу спросил: «Вы начинаете издалека. Зачем нужно исправлять имена?» Учитель сказал: «Как ты необразован, Ю! Благородный муж проявляет осторожность по отношению к тому, чего не знает. Если имена неправильны, то слова не имеют под собой оснований. Если слова не имеют под собой оснований, то дела не могут осуществляться. Если дела не могут осуществляться, то ритуал и музыка не процветают. Если ритуал и музыка не процветают, наказания не применяются надлежащим образом. Если наказания не применяются надлежащим образом, народ не знает, как себя вести. Поэтому благородный муж, давая имена, должен произносить их правильно, а то, что произносит, правильно осуществлять. В словах благородного мужа не должно быть ничего неправильного». |

Концепция чжэнмин находится в оппозиции к даосскому тезису об относительности имянарекания (道可道非常道, см. Дао).
Её обсуждению посвящена 22 глава трактата Сюнь-цзы, некоторые фрагменты Люйши чуньцю и проч. Заинтересованность процессом и следствиями именования, возможно, имела корни в магических верованиях, где манипуляция именем предполагала влияние на его носителя. На это указывает практика табуирования имён правителей в ранних текстах, а также ритуальное изменение имени покойного, получавшего «посмертное имя» ши 謚 (обсуждается в гл.諡法解 собрания «И Чжоу шу» 逸周書). Не исключено влияние подобных мистических представлений на развитие последующих дискуссий об именах в социальном плане.
Пример доконфуцианской теории имянарекания находится в «Цзо чжуань» (Хуань-гун 桓公, 6-й год), где указывается, что табу на собственные имена использовались в религиозном культе Чжоу. Поэтому летопись называет шесть категорий вещей, которые не использовались в качестве имён (不以國，不以官，不以山川，不以隱疾，不以畜牲，不以器幣), дабы не привести к забвению соответствующих реалий.

## Анналы Люй Бувэя
Кн. 16, гл.8:
| Если имена исправны, существует порядок. Если в имянарекании допускается путаница, возникает беспорядок\смута. Путаница эта причиняется излишне изысканными объяснениями. Такие объяснения стирают грань между приемлемым и неприемлемым, правильными и ошибочным, истинным и ложным. |

Тема продолжается в 17/1.

## Имена и реалии
Понятие мин имеет социальный аспект, отражаемый в переводе через термины «титул» или «репутация». Сюй Гань 徐幹 (II—III вв.) в трактате «Чжун лунь» (中論) уделяет большое внимение проблеме несоответствия между репутацией и реальным положением дел (ши 實). Социальный аспект объясняет высокую актуальность проблемы исправления имён.
Тема соответствия мин и ши фигурирует также в доимперском дискурсе (напр., 名實兩附).
Тема соответствия имён реалиям сохраняется в китайском политическом дискурсе вплоть до XX века. Например, она проходит красной нитью в трактате Лян Цичао «Чжунго чжуанцзы чжэнчжи цзиньхуа ши лунь» (中國專制政治進化史論), рассматривающем историю китайской монархии с позиции министерских должностей и полномочий.
Теме имени/титула уделяется большое внимание в учениях «школы имён» Мин цзя и в легизме.

## Параллели в античной философии
В работе Платона Кратил исследуется «Вопрос о правильности имён (определений и терминологии)».
- Вступление (383 — 384e)
- I. Критика теории условного происхождения имен, то есть субъективизма в учении о языке (385 — 391a)
- II. Вопрос о правильности имён (391b — 427c)
- III. Критика релятивизма в учении об именах (428e — 438f)
- IV. Заключение. Гносеологические выводы из предложенной выше теории имён (438e — 440e).